# Полуянова, Наталия Владимировна
Наталия Владимировна Полуянова (род. 11 марта 1981 года, Белгород) — российский политический деятель, председатель Белгородской областной Думы (2019—2021). Избрана по партийному списку депутатом Государственной думы Федерального собрания Российской Федерации VIII созыва в 2021 году.
Из-за вторжения России на Украину, находится в санкционных списках Евросоюза, США, Великобритании и ряда других стран.

## Биография
В 2003 году окончила Белгородский государственный технологический университет им. В.Г.Шухова. В 2015 году окончила Российскую академию народного хозяйства и государственной службы при Президенте Российской Федерации.
В 2001—2003 годах Экономист-менеджер ООО «Риэлт – Сервис». В 2003—2006 годах Главный специалист отдела партийного строительства Белгородского регионального отделения партии «Единая Россия».
В 2006—2010 годах Начальник управления молодёжной политики департамента образования, культуры, спорта и молодёжной политики Администрации города Белгорода.
В 2010—2012 годах депутат V созыва, заместитель председателя Белгородской областной Думы.
В 2012—2014 годах Заместитель начальника департамента внутренней и кадровой политики – начальника управления молодёжной политики Правительства Белгородской области.
Август – декабрь 2012 Заместитель начальника департамента образования, культуры и молодёжной политики области – начальник управления по делам молодежи (управление молодёжной политики) Правительства Белгородской области.
В 2014—2016 годах Первый заместитель главы администрации, Глава администрации муниципального района «Корочанский район» Белгородской области.
В 2016—2018 годах Заместитель губернатора Белгородской области Евгения Савченко – начальник департамента образования Правительства области.
С  2017 года Секретарь Белгородского регионального отделения партии Единая Россия.
В 2018—2020 годах депутат VI созыва, Первый заместитель председателя, Председатель Белгородской областной Думы, руководитель фракции Единая Россия.
В 2021 году по итогу выборов в Государственную думу получила по партийному списку мандат депутата ГД VIII созыва от партии Единая Россия.